# Nelson-River-Bipol

Verlauf der Nelson-River-Bipol 1 und 2

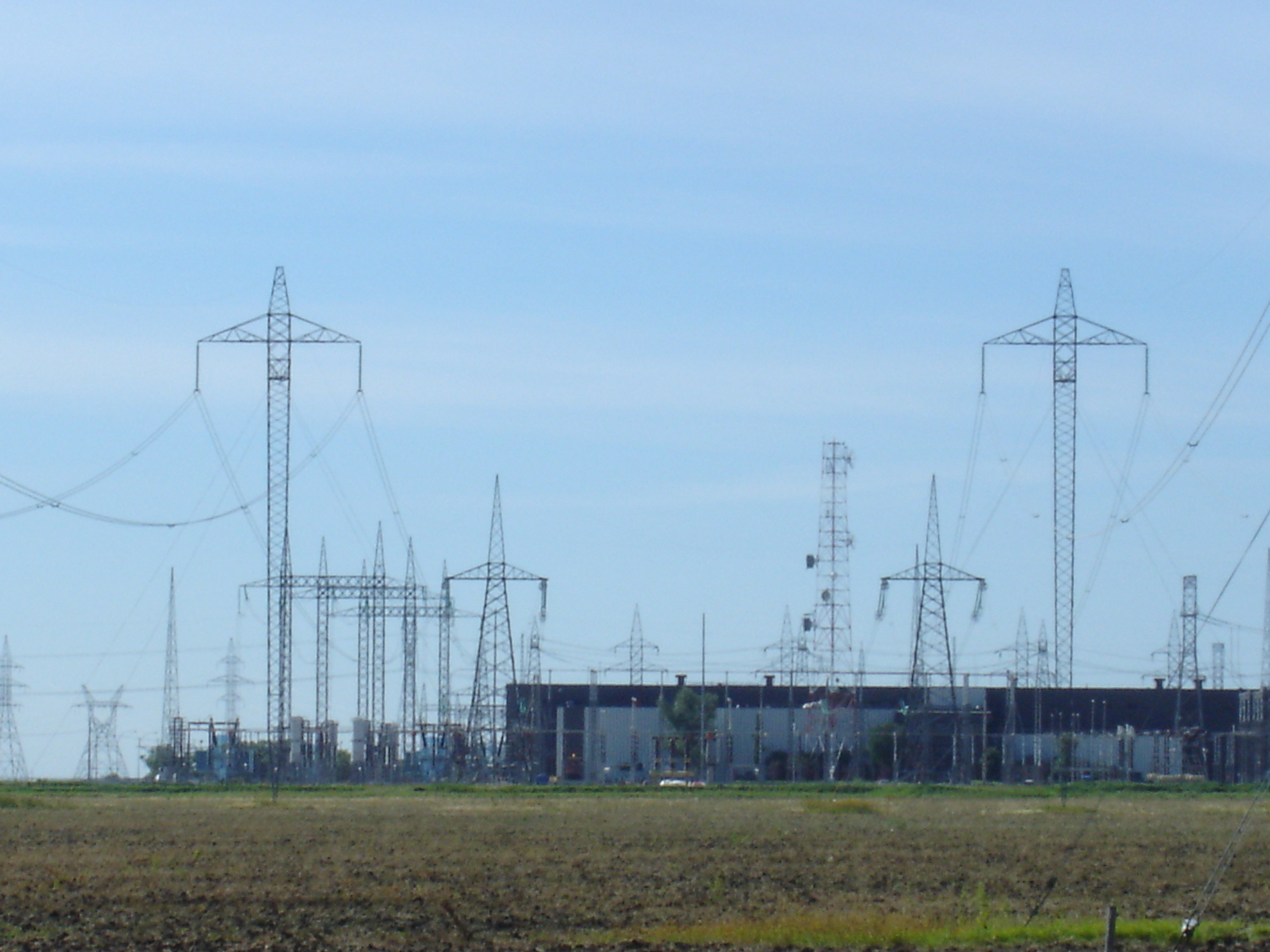
Die beiden an der Dorsey Converter Station, 26 km von Winnipeg endenden Stromleitungen Nelson River Bipol 1 und 2.

Mit Nelson-River-Bipol wird ein System von zwei kanadischen Hochspannungs-Gleichstrom-Übertragungs-Leitungen (HGÜ) bezeichnet, die von den im Norden Manitobas gelegenen Stromrichterstationen Gillam (Radisson Converter Station) und Sundance (Henday Converter Station), die in den nahegelegenen Wasserkraftwerken erzeugte elektrische Energie zu der bei Winnipeg gelegenen Stromrichterstation Rosser (Dorsey Converter Station) übertragen. Es werden auf zwei parallelen Leitungstrassen bipolare Stromleitungen verwendet, die auf meist abgespannten Freileitungsmasten aufgehängt sind.

## Bipol 1

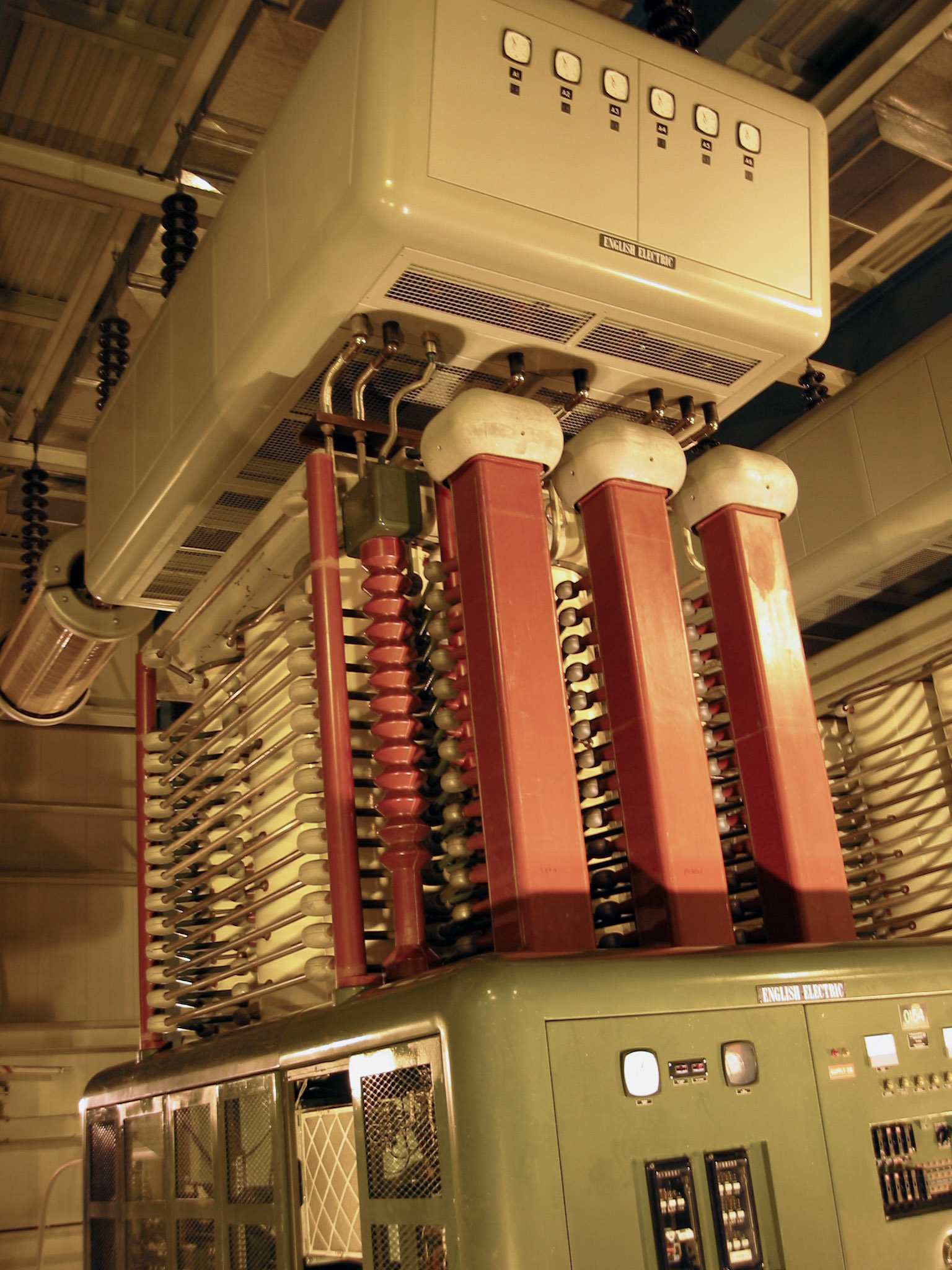
Ein 150-kV- Quecksilberdampfgleichrichter in Bipol 1 von Manitoba Hydros Radisson converter station, August 2003. Ende 2004 waren alle diese Quecksilberdampfgleichrichter durch Thyristoren ersetzt.

Der Bipol 1 führt von Gillam (Radisson Converter Station) nach Rosser (Dorsey Converter Station). Er hat eine Länge von 895 km und kann bei einer bipolaren Spannung von ±450 kV eine Leistung von 1,62 GW übertragen. Als Stromrichter wurden ursprünglich Quecksilberdampfgleichrichter verwendet, die zwischen März 1971 und Oktober 1977 schrittweise in Betrieb genommen wurden. Die Leitung arbeitete in der Anfangszeit mit geringerer Spannung und geringerer Leistung. In den 1990er Jahren wurden bei einem Pol dieser Leitung besagte Quecksilberdampfgleichrichter, die mit einer Sperrspannung von 150 kV und einer maximalen Stromstärke von 1800 A die größten Quecksilberdampfgleichrichter der Welt waren, durch Thyristoren ersetzt.

## Bipol 2
Der Bipol 2 führt von Sundance (Henday Converter Station) nach Rosser (Dorsey Converter Station). Er ist mit Thyristoren bestückt. Die Länge der Leitung des Bipol2 beträgt 937 km. Der Bipol 2 kann bei einer bipolaren Spannung von ±500 kV eine Leistung von 1,8 GW übertragen.
Der Nelson River Bipol 2 wurde in zwei Stufen in Betrieb genommen. In der ersten Ausbaustufe 1978 betrug die Übertragungsleistung 900 MW bei einer Spannung von 250 kV. Erst seit 1985 ist die Anlage mit voller Leistung betriebsbereit.
Anders als Bipol 1 ist Bipol 2 immer mit Thyristoren ausgestattet gewesen. Die Thyristoren-Gleichrichter stammen vom deutschen HVDC Konsortium (Siemens, AEG und Brown, Boveri & Cie.) und verwendeten zum ersten Mal eine Wasserkühlung in einem Hochspannungs-Gleichstromprojekt. Bis dahin waren die relativ wenigen Hochspannungs-Gleichstrom-Systeme mit Thyristoren entweder mit Luftkühlungen oder, wie an der Cahora Bassa-Talsperre, die vom selben Konsortium ausgerüstet wurde, mit einer Ölkühlung ausgestattet.
Die Thyristor-Ventile wurden in bodenmontierten senkrechten Stapeln à vier Gleichrichtern gestaltet („Quadrivalves“). Jeder Gleichrichter enthält 96 Thyristorebenen in Serienschaltung, mit zwei in Parallelschaltung. Sie wurden in 16 Thyristormodulen in Serienschaltung mit 8 Reaktormodulen verbunden.
|  |  |